# 小行星8329
小行星8329（8329 Speckman）是一颗围绕太阳公转的小行星。1982年3月22日，亨利·德波鸿诺在拉西拉天文台发现了此天体。
这颗小行星的绝对星等为140.52321等。